# 沙普利-福克曼引理

此處以四個集合的閔可夫斯基和為沙普利-福克曼引理的例證。在左邊，四個非凸集中的點(+)之和，就是右邊，其閔氏和凸包中的點(+)。左邊四點之中，有兩點位於相應的非凸集中，另有兩點位於非凸集的凸包中。各凸包以淺粉紅色畫出。原來的集合各只有兩點（以紅點表示）。

沙普利-福克曼引理是凸幾何的一條引理，其於数理经济学有應用。引理描述向量空間子集的閔可夫斯基和有何性質。若干個集合的閔可夫斯基和，即從各集合分別取一個元素相加，組成的集合：例如，將整數{\displaystyle 0}和{\displaystyle 1}組成的集合，與自身相加，得到由{\displaystyle 0,\ 1,\ 2}組成的集合，以符號可寫成：
{\displaystyle \{0,1\}+\{0,1\}=\{0,1,2\}.}
「許多個集合的閔氏和，是否必定近似凸集？」沙普利-福克曼引理和相關的結果表明，問題的答案為肯定。集合稱為凸，意思是連接其中任意兩點的线段，必為該集合的子集：舉例，實心圓盤 {\displaystyle \bullet } 為凸集，但圓 {\displaystyle \circ } 則不然，因為連接相異兩點的線段 {\displaystyle \oslash } 並不是圓的子集。沙普利-福克曼引理大致斷言，若求和項的數目超出向量空間的維數，則其閔氏和將近凸。
沙普利-福克曼引理引入時，是作為證明沙普利-福克曼定理的一步，該定理斷言閔氏和與其凸包的距離不超過某個上界。所謂集合{\displaystyle Q}的凸包，是包含{\displaystyle Q}的最小凸集。而當且僅當和為凸時，上述距離為零。定理中，距離的上界取決於維數{\displaystyle D}及求和項的形狀，但不取決於求和的項數{\displaystyle N}，而只需{\displaystyle N>D}。只要其中{\displaystyle D}個求和項的形狀，就足以確定{\displaystyle N}個集合的閔可夫斯基平均集
{\displaystyle {\frac {1}{N}}\left(Q_{1}+Q_{2}+\cdots +Q_{N}\right)}
與其凸包的距離的上界。當{\displaystyle N}趨向無窮時，該上界遞減至零（需要各求和項的大小一致有界）。斯塔（Starr）的推论將沙普利-福克曼定理的上界壓得更低，故又稱為沙普利-福克曼-斯塔定理。
劳埃德·沙普利和強·福克曼的引理，最先由經濟學家羅斯·斯塔發表，其時斯塔正在肯尼斯·阿罗門下，研究經濟均衡的存在性。斯塔在論文中，研究凸化（convexified）經濟體，即將非凸集換成其凸包。斯塔證明，凸化之後，有些均衡由原經濟體的「準均衡」（quasi-equilibria）逼近；還證明，每個準均衡都具有真均衡的許多最優性質，而凸經濟體中則必定存在真均衡。斯塔1969年的論文發表後，沙普利-福克曼-斯塔的結果得到廣泛應用，用作證明（凸）經濟理論的若干核心結果，儘管不適用於有非凸部分的大經濟體，但在此等經濟體中，仍是良好的近似。羅歇·蓋內里評論：「這些結論的一般形式的推導，是戰後經濟理論的重大成就。」許多諾貝爾獎得主都曾研究經濟學中的非凸集，除了前述的劳埃德·沙普利（2012年獲獎）外，還有：阿羅（1972）、罗伯特·约翰·奥曼（2005）、傑拉德·德布魯（1983）、特亚林·科普曼斯（1975）、保羅·克魯曼（2008）、保羅·薩繆爾森（1970）。至於互補的主題「經濟學中的凸集」，除以上得主著重外，還有里奥尼德·赫维克兹、列昂尼德·维塔利耶维奇·康托罗维奇（1975）、罗伯特·索洛（1987）都著重。
沙普利-福克曼引理在優化論和概率论皆有應用。優化論中，可以引理解釋，在求多個函数之和的最小值時，為何一些解法可以成功。概率論中，引理適用於證明隨機集的「大數定律」。此定理先前僅在凸集的情況得證。

## 簡單例子
考慮凸的實數區間{\displaystyle [0,1]}，其包含整數子集{\displaystyle \{0,1\}}，且是其凸包（添加了兩點所連線段上的所有點）。僅得兩個元素的集合{\displaystyle \{0,1\}}，複製成三份，並按元素求和，得到
{\displaystyle \{0,1\}+\{0,1\}+\{0,1\}=\{0,1,2,3\}.}
（此處集合的和，是從各集合分別取一個元素相加，得到的可能結果的集合，稱為閔氏和。）和集的凸包則為區間{\displaystyle [0,3]}。
區間{\displaystyle [0,3]}中，每個數{\displaystyle x}都可以寫成區間{\displaystyle [0,1]}中某三個實數（允許重複）之和，例如將{\displaystyle x}等分成三份即可。但使用沙普利-福克曼引理，則有更強的結論：{\displaystyle [0,3]}的每個數，都可以寫成{\displaystyle \{0,1\}}中某兩個整數（允許重複），與{\displaystyle [0,1]}中某一個實數之和。
凸包{\displaystyle [0,1]}中的點，到{\displaystyle \{0,1\}}的距離，至多為{\displaystyle 1/2}：
{\displaystyle {\frac {1}{2}}=\left|{\frac {1}{2}}-0\right|=\left|{\frac {1}{2}}-1\right|,}
然而，考慮三個區間{\displaystyle [0,1]}的閔氏平均
{\displaystyle {\frac {1}{3}}\left(\{0,1\}+\{0,1\}+\{0,1\}\right)=\left\{0,{\frac {1}{3}},{\frac {2}{3}},\ 1\right\},}
與其凸包{\displaystyle [0,1]}的距離，僅為{\displaystyle 1/6}，即未平均前{\displaystyle \{0,1\}}與{\displaystyle [0,1]}距離（{\displaystyle 1/2}）的三分之一。越多個集合相加，其閔氏平均就將凸包填得越滿：由閔氏平均至凸包的最遠距離，隨被加項數增加，而趨向於零。此為沙普利-福克曼定理的結論。

## 前置概念
沙普利-福克曼引理需要用到凸幾何的若干定義和定理，本節將作簡介。

### 實向量空間
二維的實向量空間上，有笛卡兒坐標系，將每點視為一對實數，稱為「坐標」，按慣例記為{\displaystyle x,\ y}。笛卡兒平面上的兩點，可以逐個坐標相加：
{\displaystyle (x_{1},y_{1})+(x_{2},y_{2})=(x_{1}+x_{2},y_{1}+y_{2}).}
此外，點也可以逐個坐標與實數{\displaystyle \lambda }相乘：
{\displaystyle \lambda (x,y)=(\lambda x,\lambda y).}
更一般而言，任何{\displaystyle D}維（有限維）實向量空間，均可視為{\displaystyle D}個實數組成的D元組的集合{\displaystyle \{(v_{1},v_{2},\ldots ,v_{D})\}}，並配備兩種運算：向量加法和標量乘法。有限維實空間的此兩種運算，皆定義成逐個坐標運算，與笛卡兒平面上的運算類似。

### 凸集
實向量空間中，非空子集{\displaystyle Q}稱為凸集，意思是，對於{\displaystyle Q}的任意兩個點，連接兩點成一線段，其上的所有點仍在{\displaystyle Q}中。例如，實心圓盤 {\displaystyle \bullet } 為凸，但圓 {\displaystyle \circ } 則不然，因為連接相異兩點的線段 {\displaystyle \oslash } 並不是圓的子集。三個整數的集合{\displaystyle \{0,1,2\}}非凸，但其為區間{\displaystyle [0,2]}的子集，而該區間為凸。又例如，實心立方體為凸，然而任何空心或凹陷的圖形，如彎月形，則非凸。空集也是凸集，視乎作者偏好，這可能是專門的定義，也可能是因為要滿足的條件是空真命題。
更嚴謹而言，集合{\displaystyle Q}稱為凸，意思是，對{\displaystyle Q}中任意兩點{\displaystyle v_{0},v_{1}}，和單位區間{\displaystyle [0,1]}中的任意實數{\displaystyle \lambda }，點
{\displaystyle (1-\lambda )v_{0}+\lambda v_{1}}
仍是{\displaystyle Q}的元素。
由數學歸納法，集合{\displaystyle Q}為凸，當且僅當其任意多個元素的凸組合仍在{\displaystyle Q}中。所謂向量空間子集{\displaystyle \{v_{0},v_{1},\ldots ,v_{D}\}}的凸組合，是其元素的任意加權平均{\displaystyle \lambda _{0}v_{0}+\lambda _{1}v_{1}+\cdots +\lambda _{D}v_{D}}，而各{\displaystyle \lambda _{i}}可以是總和為{\displaystyle 1}的任意非負實數，即只需{\displaystyle \lambda _{0}+\lambda _{1}+\cdots +\lambda _{D}=1}。
凸集的定義推出，兩個凸集的交集仍是凸集。更甚者，任意一族凸集的交也是凸集。作為特例，若取兩個不交的凸集，則其交集為空集，故應當稱空集為凸。

### 凸包

紅色集的凸包中，每個藍點都是若干個紅點的凸組合。

對於實向量空間的每個子集{\displaystyle Q}，其凸包{\displaystyle \mathrm {Conv} (Q)}是包含{\displaystyle Q}的最小凸集。所以，{\displaystyle \mathrm {Conv} (Q)}是所有覆蓋{\displaystyle Q}的凸集的交。等價地，可以將{\displaystyle \mathrm {Conv} (Q)}定義成{\displaystyle Q}的點的所有凸组合的集合。作為例子，整數集合{\displaystyle \{0,1\}}的凸包，是實數閉區間{\displaystyle [0,1]}，其兩端為原有的整數{\displaystyle 0,1}。单位圆的凸包則是閉单位圆盘，其包含單位圓。

### 閔可夫斯基和

集合的閔可夫斯基和。兩個小正方形和的和，是大正方形。

在任何向量空間（或有定義加法的代數結構）{\displaystyle X}中，兩個非空子集{\displaystyle A,B\subseteq X}的閔可夫斯基和，定義為其元素之和的集合，即 {\displaystyle A+B:=\{x+y\mid x\in A,~y\in B\}}（參見)。例如：
{\displaystyle \{0,1\}+\{0,1\}=\{0+0,0+1,1+0,1+1\}=\{0,1,2\}.}
此運算定義在非空子集族上，且滿足結合律和交換律。既然有結合律和交換律，就可以遞歸定義多個被加項的運算結果{\displaystyle \sum _{n=1}^{N}Q_{n}=Q_{1}+Q_{2}+\cdots +Q_{N}}。由數學歸納法，可見
{\displaystyle \sum _{n=1}^{N}Q_{n}=\left\{\left.\sum _{n=1}^{N}q_{n}\right|q_{n}\in Q_{n},~1\leq n\leq N\right\}.}

### 閔可夫斯基和的凸包
閔可夫斯基和與凸包運算可以交換。具體而言，對實向量空間{\displaystyle X}的任意子集{\displaystyle A,B\subseteq X}，其閔氏和的凸包等於其凸包的閔氏和。換言之，
{\displaystyle \mathrm {Conv} (A+B)=\mathrm {Conv} (A)+\mathrm {Conv} (B).}
故由數學歸納法得
{\displaystyle \mathrm {Conv} (\sum _{n=1}^{N}Q_{n})=\sum _{n=1}^{N}\mathrm {Conv} (Q_{n})}
對任意{\displaystyle N\in \mathbb {N} }和非空子集{\displaystyle Q_{n}\subseteq X}（{\displaystyle 1\leq n\leq N}）成立。

## 各命題的敍述

閔氏和及凸包。右圖的十六個紅點，組成左圖四個非凸集的閔氏和。左圖每個非凸集由兩個紅點組成，其凸包（淺粉紅色）包含標記加號（+）的點，而右圖中的加號等於左圖各個標加號的點之和。

由前一段的恆等式，對和的凸包中的每點{\displaystyle x\in \mathrm {Conv} \left(\sum _{n=1}^{N}Q_{n}\right)}，都存在各凸包的{\displaystyle q_{n}(x)\in \mathrm {Conv} (Q_{n})}（{\displaystyle n}取遍{\displaystyle 1}至{\displaystyle N}），使得{\displaystyle \sum _{n=1}^{N}q_{n}(x)=x}。各點{\displaystyle q_{n}(x)}的位置取決於{\displaystyle x}。

### 引理

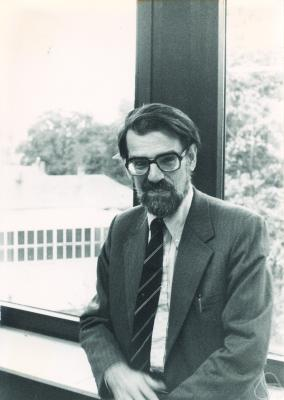
劳埃德·沙普利，2012年諾貝爾經濟學獎得主。他與強·福克曼一同證明沙普利-福克曼引理。

有了以上背景，沙普利-福克曼引理斷言，{\displaystyle x}的表示法
{\displaystyle x=\sum _{n=1}^{N}q_{n}(x)}
中，僅需要不多於{\displaystyle D}個被加項{\displaystyle q_{n}(x)}取自凸包，而其他被加項，則只需取自原來的集合{\displaystyle Q_{n}}。以符號復述，即有以上方法表示{\displaystyle x}，且滿足{\displaystyle |\{l\leq n\leq N\mid q_{n}(x)\in \mathrm {Conv} (Q_{n})\setminus Q_{n}\}|\leq D}。不妨將下標重新排序，然後就有
{\displaystyle x=\sum _{n=1}^{D}q_{n}(x)+\sum _{n=D+1}^{N}q_{n}(x)}
其中對{\displaystyle 1\leq n\leq D}，有{\displaystyle q_{n}\in \mathrm {Conv} (Q_{n})}，而對{\displaystyle D+1\leq n\leq N}，則有{\displaystyle q_{n}\in Q_{n}}。注意，倘若重排，則排序的方式也取決於點{\displaystyle x}。再精簡，沙普利-福克曼引理可以寫成
{\displaystyle \mathrm {Conv} (\sum _{n=1}^{N}Q_{n})\subseteq \bigcup _{I\subseteq \{1,2,\ldots N\}:~|I|=D}\sum _{n\in I}\mathrm {Conv} (Q_{n})+\sum _{n\notin I}Q_{n}.}
舉例，集合{\displaystyle [0,2]=[0,1]+[0,1]=\mathrm {Conv} (\{0,1\})+\mathrm {Conv} (\{0,1\})}中的每個點，根據引理，必定可以寫成{\displaystyle \{0,1\}}的某個元素，與{\displaystyle [0,1]}的某個元素之和。

#### 實向量空間的維數
反之，沙普利-福克曼引理刻劃了有限維實向量空間的維數。具體而言，若某向量空間，對於某個自然數{\displaystyle D}滿足引理的結論，但對小於{\displaystyle D}的數不滿足，則其維數恰好為{\displaystyle D}。引理僅對有限維向量空間成立。

### 沙普利-福克曼定理及斯塔的推論

某點集（深紅）的凸包以淺紅虛線圍起。點集的內半徑（綠色）必定小於其外接圓半徑（藍色），除非所有點共圓，此時兩個半徑相等。

沙普利與福克曼運用其引理，證明沙普利-福克曼定理，給出集合的閔氏和與其凸包（稱為凸化（convexified）和）的距離上界。定理的敍述如下：
凸化和{\displaystyle \mathrm {Conv} \left(\sum Q_{n}\right)}的任一點，到（未凸化）和集{\displaystyle \sum Q_{n}}的歐氏距離平方，不超過各集合{\displaystyle Q_{n}}的外接半徑中，最大{\displaystyle D}個的平方和。(所謂外接半徑，定義為包圍該集合的最小球面的半徑。）此上界與求和項數{\displaystyle N}無關（但要求{\displaystyle N>D}，且集合不能越來越大）。
上述定理給出閔氏和及其凸包之間距離的上界。當且僅當閔氏和為凸集時，此距離為零。該上界取決於維數{\displaystyle D}及各被加項的形狀，但只要{\displaystyle N>D}，就不取決於項數{\displaystyle N}。
通常，外接半徑會大於內半徑，而無論如何，外接半徑總不能小於內半徑。集合{\displaystyle Q_{n}}的內半徑定義為：
最小的正實數{\displaystyle r}，滿足：若{\displaystyle q}在{\displaystyle Q_{n}}凸包中，則{\displaystyle q}在{\displaystyle Q_{n}}若干點的凸包中，而該些點皆在同一個半徑為{\displaystyle r}的球內。
斯塔將沙普利-福克曼定理中的外接半徑換成內半徑，從而壓低沙普利-福克曼定理的上界：
沙普利-福克曼定理的斯塔推論：
凸化和{\displaystyle \mathrm {Conv} \left(\sum Q_{n}\right)}的任一點，到（未凸化）和集{\displaystyle \sum Q_{n}}的歐氏距離平方，不超過各集合{\displaystyle Q_{n}}的內半徑中，最大{\displaystyle D}個的平方和。

斯塔的推論確定，{\displaystyle N}個集合的閔氏和與其凸包之間，歐氏距離的上界。此距離可以衡量閔氏和非凸的程度，故為簡單起見，下文稱為非凸度。於是，斯塔對非凸度的上界，僅取決於{\displaystyle D}個最大內半徑之值，但不取決於求和的項數{\displaystyle N}（假設{\displaystyle N>D}）。
例如，非凸集{\displaystyle \{0,1,2\}}的非凸度為{\displaystyle 1/2}，因為與其凸包（區間{\displaystyle [0,2]}）的距離為
{\displaystyle {\frac {1}{2}}=\left|1-{\frac {1}{2}}\right|=\left|0-{\frac {1}{2}}\right|=\left|2-{\frac {3}{2}}\right|=\left|1-{\frac {3}{2}}\right|.}
所以，既然{\displaystyle \sum Q_{n}}的非凸度有不取決於項數{\displaystyle N}的上界，就知平均集
{\displaystyle {\frac {1}{N}}\left(\sum Q_{n}\right)}
非凸度上界，會隨{\displaystyle N}增加而遞減。例如，平均集
{\displaystyle {\frac {1}{2}}\left(\{0,1\}+\{0,1\}\right)=\{0,\ 1/2,\ 1\}}
和其凸包{\displaystyle [0,1]}的距離僅為{\displaystyle 1/4}，等於被加項{\displaystyle \{0,1\}}與其凸包{\displaystyle [0,1]}的距離（{\displaystyle 1/2}）之半。僅要最大{\displaystyle D}個求和項的形狀，已足以計算和集與凸包的距離的上界，故除以{\displaystyle N}後，平均集與凸包的距離，在{\displaystyle N}趨向無窮時，會遞減至零（對均勻有界的求和項成立，即各個求和項的大小需有同一個上界）。若使用斯塔的上界，則前一句結論的條件可以放寬，只需各求和項的內半徑有同一個上界。

### 證明和計算
沙普利-福克曼引理的原證明，僅確定存在該種表示法，而無說明如何構造。阿羅與哈恩、蓋士利、斯奈德（Schneider）和其他人都曾給出類似的證明。阿特斯泰因（Artstein）擴展了埃科蘭德的簡潔抽象證明。也有未經出版的另證。1981年，斯塔發表一種疊代法，可以計算給定點的表示法，然而，此計算方法給出的上界，較非構造性證明的上界差。博赛卡斯的書有講述有限維空間沙普利-福克曼引理的初等證明，並將引理應用於估計可分優化（separable optimization）問題與零和賽局的對偶間隙。

## 應用
有沙普利-福克曼引理，學者就得將有關凸集閔氏和的結果，套用到（無需凸的）一般集合之和。此種和見於經濟學、最优化理論、概率論。此三領域的應用中，非凸性起到重要作用。

### 經濟學

消費者偏好位於無差異曲線上的任意籃子，勝過位於上的籃子。籃子，是預算線（藍色）支撐的位置，所以是最優而又可行。相反，雖然消費者更偏好上的任意籃子，但無足夠預算，所以並不可行。

經濟學中，消費者對每一「籃子」商品（basket，即商品的組合）有其偏好程度。每籃子可用一個非負向量表示，其坐標為籃中各商品的量。所有籃子組成的集合中，每個消費者有自己的一族无差异曲线，滿足：在同一條曲線上的各籃子，對該消費者是等價的，即消費者並不覺該曲線上有籃子勝於另一個籃子。每籃子恰好處於一條無差異曲線上。消費者相對於一條無差異曲線的偏好集，定義為該無差異曲線與其更偏好的區域的並集。稱消費者的偏好為凸，意思是其所有偏好集皆為凸。
如圖所示，消費者認為的最優籃子，是在預算線支撐某個偏好集時取到，因為此時，所選的籃子是整條預算線上，達到最高的無差異曲線的一點。所謂預算線，是由商品的價格向量與消費者的收入計算得出的限制，消費者無足夠收入購買高於此線的籃子。所以，最優籃子的集合是各價格的函數，稱為消費者的需求。若偏好集為凸，則不論價格為何，消費者認為的最優籃子總是組成凸集，例如可能是單元集，或是一條線段。

#### 非凸偏好

若消費者的偏好有凹陷，則消費者的決定可以不連續，從一個籃子跳到另一個隔開的籃子。

然而，若有偏好集非凸，則某些價格確定的預算線，可能在兩個分開的最優籃子支撐該偏好集。例如，可以設想，動物園購買獅子或鷹的價錢一樣，且其預算恰好夠買一隻獅子或一隻鷹。此外，假設園主亦認為兩隻動物價值相同，則動物園有可能買獅子，也可能買鷹，但當然不可能買半隻獅子加半隻鷹（狮鹫）。所以，園主的偏好非凸：買兩隻動物中的任一隻，勝於兩者的嚴格凸組合。

若消費者有非凸偏好集，則對於某些價格，需求不連通。不連通的需求，會導致消費者的行為出現不連續的間斷。引述哈羅德·霍特林的話（宜配合所附動圖理解）：

若考慮波浪形的無差異曲線，即在某些區域向原點凸，而在其他區域向原點凹，則我等被迫推論，僅有向原點凸的部分需要理會，因為幾乎不可能觀測到其他部分。要偵測該些部分，唯一方法是，觀察價格之比率變化時，需求的不連續變化。此變化的效果是，當直線旋轉時，切點會突然躍過某凹陷。雖然此種不連續的表現，揭示有凹陷，但卻不可能量度缺口的深度。倘若無差異曲線，或其高維推廣，有凹陷部分，則定必因永遠無法測量，而不為人知。

瓦爾特·迪韋爾特書中，稱赫爾曼·沃爾德有強調研究非凸偏好的困難，也引述保羅·薩繆爾森稱凹陷處「被永恆的黑暗遮蔽」。
儘管有上述困難，《政治經濟期刊》（JPE）在1959年至1961年間，刊登一系列的論文，解明非凸偏好。投稿人包括：法雷爾（Farrell）、巴托爾、科普曼斯、羅森博格（Rothenberg）。其中，羅森博格討論非凸集和的近似凸性。該些JPE論文，促使劳埃德·沙普利和马丁·舒比克也合著論文，研究凸化的消費者偏好，並引入「近似均衡」（approximate equilibrium）的概念。JPE論文和沙普利-舒比克論文又啟發了罗伯特·奥曼提出另一個概念，稱為「準均衡」（quasi-equilibrium）。

#### 斯塔1969年的論文與當代經濟學

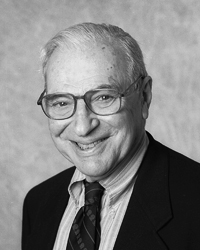
肯尼斯·阿罗（1972年诺贝尔獎得主）幫助羅斯·斯塔研究非凸凸偏好。

肯尼斯·阿罗收集前人研究經濟學中的非凸集的文獻，列成表，並加入註解，交給羅斯·斯塔。斯塔當時仍是本科生，但已在修讀阿羅開設的高等數理經濟學（研究生）課程。斯塔在學期論文中，考慮將非凸偏好換成其凸包所得的假想經濟體，研究其一般均衡。凸化經濟體中，在每個價位，總需求皆是各消費者需求的凸包之和。斯塔的想法吸引數學家劳埃德·沙普利和強·福克曼參與，兩人「在私人通信中」證明現以兩人命名的引理和定理，到1969年，斯塔才於論文報告此事。
斯塔1969年的論文中，應用沙普利-福克曼-斯塔定理，證明「凸化」經濟體有一些一般均衡，只要參與者足夠多，能以原經濟體的「準均衡」近似。具體而言，斯塔證明，至少存在一個價格向量為{\displaystyle p_{\mathrm {opt} }}的準均衡，滿足下列條件：
- 對每個準均衡{\displaystyle p_{\mathrm {opt} }}，所有消費者都可以選到其最優的籃子（在預算限制內，且最偏好）。
- 在該價格{\displaystyle p_{\mathrm {opt} }}，凸化經濟體中，每種商品的市場皆均衡，即供給等於需求。
- 每個準均衡的價格，皆「幾乎出清」原經濟體的市場：凸化經濟體均衡組成的集合，與原經濟體的準均衡集合，兩者的距離有上界。此結論是根據沙普利-福克曼定理的斯塔推論得到。[48]

斯塔確立以下結論：

「總體中，［取各消費及生產集的凸包］所得的假想經濟體的分配，與真實經濟體的某個分配，兩者的差異，有不取決於參與者數目的上界。因此，當參與者數目趨向無窮時，平均參與者感受到，與擬作行動的偏差，近乎可以忽略不計。」

斯塔1969年論文發表後，沙普利-福克曼-斯塔的結論，在經濟理論獲廣泛應用。羅歇·蓋內里如此總結該結論對經濟學的意義：「假設凸性，所得的若干重要結果，在不具凸性的情況下，仍（近似）適用。例如，若經濟體具有大消費側，則偏好的非凸性不影響適用標準結果」，還稱「這些結論的一般形式的推導，是戰後經濟理論的重大成就。」許多諾貝爾獎得主都曾研究經濟學中的非凸集，除了前述的劳埃德·沙普利（2012年獲獎）外，還有：阿羅（1972）、罗伯特·约翰·奥曼（2005）、傑拉德·德布魯（1983）、特亚林·科普曼斯（1975）、保羅·克魯曼（2008）、保羅·薩繆爾森（1970）。至於互補的主題「經濟學中的凸集」，除以上得主著重外，還有里奥尼德·赫维克兹、列昂尼德·维塔利耶维奇·康托罗维奇（1975）、罗伯特·索洛（1987）都著重。
沙普利-福克曼-斯塔的結論，在經濟學各分支的文獻都經常出現，包括微观经济学、一般均衡理論、公共經濟學（包括市场失灵）、博弈论、数理经济学、經濟學中的应用数学。沙普利-福克曼-斯塔的結論，也使經濟學更多使用測度論和积分理論。

### 最優化理論

函數稱為凸，意思是圖像上方的區域為凸集。

沙普利-福克曼引理可以解釋，為何大規模的最小化問題，即使非凸，仍可用迭代法近似求解（僅對於凸問題，有證明疊代法收斂到最優解）。沙普利-福克曼引理，促使學者將凸優化方法，用於優化多個（無需凸的）函數之和。

#### 最優化理論的前置概念

正弦函數並非凸函数。

非线性规划依賴下列有關函數的若干定義：
- 函數{\displaystyle f}（定義在集合{\displaystyle D}上）的圖像，是所有參數{\displaystyle x}與相應取值{\displaystyle f(x)}組成的二元組的集合：

{\displaystyle \mathrm {Graph} (f)=\{(x,f(x)):x\in D\}.}
- 實值函數（英语：Real-valued function）{\displaystyle f}的蓋圖是圖像上方的點的集合：

{\displaystyle \mathrm {Epi} (f)=\{(x,u):f(x)\leq u\}.}
- 實值函數稱為凸函数，意思是其蓋圖為凸集。[63]

舉例，二次函数{\displaystyle f:x\mapsto x^{2}}為凸，而绝对值函數{\displaystyle g:x\mapsto |x|}亦然，但正弦函數{\displaystyle \sin }（如圖）則不然，因為在區間{\displaystyle (0,\pi )}的蓋圖非凸（而有向上的凹陷）。

#### 加性優化問題
許多優化問題中，目標函數{\displaystyle f}可分離變數（可分），即{\displaystyle f}是多個函數之和，而各個函數的參數不同，如：
{\displaystyle f({\boldsymbol {x}})=f(x_{1},x_{2},\ldots ,x_{n})=\sum _{n}f_{n}(x_{n}).}
又例如，线性规划問題就可分離變數。考慮一個可分問題，及一個最優解
{\displaystyle {\boldsymbol {x}}_{\mathrm {min} }=(x_{1},x_{2},\ldots ,x_{n})_{\mathrm {min} },}
在該點取到最小值{\displaystyle f({\boldsymbol {x}}_{\mathrm {min} })}。對此可分問題，同時考慮其「凸化問題」的最優解，即將每個求和項{\displaystyle f_{n}}的圖像換成其凸包。此種最優解，會是凸化問題的某點列{\displaystyle ({\boldsymbol {x}}_{j},f({\boldsymbol {x}}_{j}))_{j=1}^{\infty }}的極限，其中
{\displaystyle ({\boldsymbol {x}}_{j},f({\boldsymbol {x}}_{j}))\in \sum _{n=1}^{N}\mathrm {Conv} (\mathrm {Graph} (f_{n})).}
當然，因為此點是{\displaystyle N}個圖像凸包的點之和，由沙普利-福克曼引理，就可以寫成原圖像的點與少數圖像凸包的點之和。
以上分析，1974年由埃科蘭德發表，以解釋為何可分問題有許多項時，即使各項非凸，總問題仍看似凸。對非線性最小值問題而言，對偶問題的解，不一定就是原問題的解（但若已知原問題為凸，且滿足特定条件，則兩者的的最優解相等），但是，1973年，青年數學家克勞德·勒馬雷沙爾詫異，對已知非凸的問題使用凸問題的方法，竟然也成功。勒馬雷沙爾的問題，正是上段加性可分離變數的形式，而每個和項皆非凸函數，但對偶問題的解，仍近似原問題的最優解。埃科蘭德的分析說明，「大而可分」的最小值問題，即使各和項有凹陷，仍可運用凸優化的方法。埃科蘭德及其後的作者主張，因為變數可以加性分離，所得的總問題近似凸。該等著作以沙普利-福克曼引理為關鍵一步。沙普利-福克曼引理促使學者將凸優化方法，應用到目標函數為多個函數之和的情況。

### 概率與測度論
凸集常與概率论一同研究。卡拉西奧多里定理說明，{\displaystyle d}維空間的（非空）子集{\displaystyle Q}凸包中的點，是取值於{\displaystyle Q}的簡單隨機向量的期望值，而所謂簡單，意思是僅在不多於{\displaystyle d+1}個點處有非零概率。所以，對非空集{\displaystyle Q}，取值自{\displaystyle Q}的簡單隨機向量組成的集合，等於{\displaystyle Q}的凸包。由此便可在概率論中，套用沙普利-福克曼-斯塔的結果。反之，藉期望值與凸包之間的聯繫，概率論亦能用作研究凸集，尤其可用作分析沙普利-福克曼-斯塔的結果。沙普利-福克曼-斯塔的結果，廣泛用於隨機集的概率論，例如證明隨機集的大數定律、中央極限定理、大離差原理。要證明前列概率極限定理，可以使用沙普利-福克曼-斯塔的結果，來避免假設隨機集為凸。
概率测度是有限的测度，而沙普利-福克曼引理還可以應用到非概率的測度論，如体积或向量测度的理論。沙普利-福克曼引理可以加強布倫-閔可夫斯基不等式。該不等式斷言，閔氏和的體積，相較於各和項的體積不能太大，即閔氏和的體積有上界，以各和項的體積的表示。歐氏空間子集的體積，此處定義為其勒贝格测度。

高等測度論中，沙普利-福克曼引理適用於證明李亞普諾夫定理，即向量测度的值域為凸。值域（或像集）是函數所有可能取值的集合，而向量測度則將測度推廣到允許取向量值。例如，若某测度空間有兩種概率测度{\displaystyle p_{1}}和{\displaystyle p_{2}}，則可定義一個向量測度{\displaystyle (p_{1},p_{2})}，是對每個事件{\displaystyle \omega }，將其兩個概率結合為一個二元組，即
{\displaystyle (p_{1},p_{2})(\omega )=(p_{1}(\omega ),p_{2}(\omega )).}
李亞普諾夫定理在經濟學、(砰砰)控制論、統計理論皆有應用。李亞普諾夫定理是沙普利-福克曼引理的連續版，而沙普利-福克曼引理是李亞普諾夫定理的離散類比。

## 註
1. 1 2 3 4 5  Starr (1969)
2. 1 2  Howe (1979，第1頁)
3. 1 2 3 4 5 6  Starr (2008)
4. 1 2  Guesnerie (1989，第138頁)
5. 1 2 3 4 5  (Ekeland 1999，第357–359頁): 1976年首部英文版中，埃科蘭德在附錄證明沙普利-福克曼引理，並在p. 373提到勒馬雷沙爾的實驗觀察。
6. 1 2  Bertsekas (1996，第364–381頁)於p. 374引用Ekeland (1999)，並在p. 381引用Aubin & Ekeland (1976)：

Bertsekas, Dimitri P.  [第5.6節：大規模可分整數規劃問題及乘子指數法].  [受限優化和拉格朗日乘子法] 1982年Academic Press版的重印. Belmont, Mass.: Athena Scientific. 1996: xiii+395. ISBN 1-886529-04-3. MR 0690767 （英语）.

Bertsekas (1996，第364–381頁)將拉格朗日對偶法用到發電排程（英语：Scheduling (production processes)）上（即機組排程問題），此種問題有變量限制為整數，所以非凸：
Bertsekas, Dimitri P.; Lauer, Gregory S.; Sandell, Nils R., Jr.; Posbergh, Thomas A.  [大規模電力系統的最優短期排程] (PDF). IEEE Transactions on Automatic Control. January 1983, 28 (1): 1–11  [2 February 2011]. doi:10.1109/tac.1983.1103136. （原始内容存档 (PDF)于2021-09-09） （英语）. Proceedings of 1981 IEEE Conference on Decision and Control, San Diego, CA, December 1981, pp. 432–443.
7. 1 2  Artstein & Vitale (1975，第881–882頁): Artstein, Zvi; Vitale, Richard A.  [隨機緊集的強大數定律]. The Annals of Probability. 1975, 3 (5): 879–882. JSTOR 2959130. MR 0385966. Zbl 0313.60012. doi:10.1214/aop/1176996275 （英语）.
8. 1 2 3 4  Carter (2001，第93–94頁)，取n = 3。
9. ↑  Arrow & Hahn (1980，第375頁)
10. 1 2  Rockafellar (1997，第10頁)
11. ↑  Arrow & Hahn (1980，第376頁)、Rockafellar (1997，第10–11頁)、Green & Heller (1981，第37頁)
12. ↑  Arrow & Hahn (1980，第385頁)及Rockafellar (1997，第11–12頁)
13. ↑  Schneider (1993，第xi頁)及Rockafellar (1997，第16頁)
14. ↑  Rockafellar (1997，第17頁)及Starr (1997，第78頁)
15. ↑  Schneider (1993，第2–3頁)
16. ↑  Arrow & Hahn (1980，第387頁)
17. ↑  Starr (1969，第35–36頁)
18. ↑  Schneider (1993，第131頁)
19. ↑  Schneider (1993，第140頁)歸功於Borwein & O'Brien (1978): Borwein, J. M.; O'Brien, R. C.  [抵消之事，可以刻畫凸性]. Nanta Mathematica (Nanyang University). 1978, 11: 100–102. ISSN 0077-2739. MR 0510842 （英语）.
20. ↑  Schneider (1993，第129頁)
21. ↑  Starr (1969，第36頁)
22. 1 2  Starr (1969，第37頁)
23. ↑  Schneider (1993，第129–130頁)
24. ↑  Arrow & Hahn (1980，第392–395頁)
25. ↑  Cassels (1975，第435–436頁)
26. ↑  Schneider (1993，第128頁)
27. ↑  Ekeland (1999，第357–359頁)
28. ↑  Artstein (1980，第180頁)
29. ↑  Anderson (2005)
30. ↑  Starr, Ross M.  [以集合之和的點迫近和集凸包的點：初等進路]. Journal of Economic Theory. 1981, 25 (2): 314–317. MR 0640201. doi:10.1016/0022-0531(81)90010-7 （英语）.
31. ↑  
Bertsekas, Dimitri P.  [凸優化論]. Belmont, Mass.: Athena Scientific. 2009. ISBN 978-1-886529-31-1 （英语）.
32. ↑  Mas-Colell (1985，第58–61頁) and Arrow & Hahn (1980，第76–79頁)
33. ↑  Arrow & Hahn (1980，第79–81頁)
34. ↑  Starr (1969，第26頁)：「畢竟，可能覺得車和艇差不多，但多數情況下，半車半艇的組合，既不能駕駛，也不能航行。」（譯文）
35. ↑  
Hotelling (1935，第74頁):
Hotelling, Harold.  [有限預算的需求函數]. Econometrica. January 1935, 3 (1): 66–78. JSTOR 1907346. doi:10.2307/1907346 （英语）.
36. ↑  Diewert (1982，第552–553頁)
37. ↑  Wold (1943b，第231 and 239–240頁): Wold, Herman.  [純需求分析綜論二]. Skandinavisk Aktuarietidskrift [斯堪的納維亞精算期刊]. 1943b, 26: 220–263. MR 0011939. doi:10.1080/03461238.1943.10404737.Wold & Juréen (1953，第146頁): Wold, Herman; Juréen, Lars (in association with Wold).  [八、偏好域的其他應用].  [需求分析：計量經濟學研究]. Wiley publications in statistics. New York: John Wiley and Sons, Inc. 1953: xvi+358. MR 0064385 （英语）.
38. ↑  Samuelson (1950，第359–360頁):
會注意到，競爭市場中，不能觀測到無差異曲線凸處（而不是凹）的任何點。此種點被永恆的黑暗遮蔽，除非我等令該消費者壟斷買方，且從非常凸的「預算曲線」上，選取所買的商品。（其沿此曲線，影響所買商品的價格。）在买方垄断的情況，仍可從均衡點觀測到的限制的斜算，推斷該人無差異曲線的斜率。［譯按：此處凸與凹的約定，與本條目相反。］
Samuelson, Paul A.  [效用論的可積性問題]. Economica. New Series. November 1950, 17 (68): 355–385. JSTOR 2549499. MR 0043436. doi:10.2307/2549499 （英语）.「永恆的黑暗」描述彌爾頓所著《失樂園》中的地獄，其卷二第592至594行將地獄的凹陷與塞波尼斯大沼澤相比：A gulf profound as that Serbonian Bog
Betwixt Damiata and Mount Casius old,
Where Armies whole have sunk.彌爾頓對凹陷的描寫，是Arrow & Hahn (1980，第169頁)第7章"Markets with non-convex preferences and production"［非凸偏好與生產的市場］的題辭。該章講解Starr (1969)的成果。
39. ↑  Farrell, M. J.  [競爭市場論的凸性假設]. The Journal of Political Economy. August 1959, 67 (4): 371–391. JSTOR 1825163. doi:10.1086/258197 （英语）.
Farrell, M. J.  [論凸性、效率、市場：回覆]. Journal of Political Economy. October 1961a, 69 (5): 484–489. JSTOR 1828538. doi:10.1086/258541 （英语）.
Farrell, M. J.  [競爭市場論的凸性假設：再回應]. Journal of Political Economy. October 1961b, 69 (5): 493. JSTOR 1828541. doi:10.1086/258544 （英语）.
40. ↑  
Bator, Francis M.  [論凸性、效率、市場]. The Journal of Political Economy. October 1961a, 69 (5): 480–483. JSTOR 1828537. doi:10.1086/258540 （英语）.
Bator, Francis M.  [論凸性、效率、市場：再回應]. Journal of Political Economy. October 1961b, 69 (5): 489. JSTOR 1828539. doi:10.1086/258542 （英语）.
41. ↑  Koopmans, Tjalling C.  [凸假設、分配效率、競爭均衡]. The Journal of Political Economy. October 1961, 69 (5): 478–479. JSTOR 1828536. doi:10.1086/258539 （英语）.
Koopmans (1961，第478頁)、Farrell (1959，第390–391頁)、Farrell (1961a，第484頁)、Bator (1961a，第482–483頁)、Rothenberg (1960，第438頁)、Starr (1969，第26頁)評論了Koopmans (1957，第1–126, 尤其 9–16 [1.3 Summation of opportunity sets]、 23–35 [1.6 Convex sets and the price implications of optimality]、 35–37 [1.7 The role of convexity assumptions in the analysis]三節頁)：Koopmans, Tjalling C.  [資源分配與價格制度]. Koopmans, Tjalling C  (编).  [三篇論經濟科學現況]. New York: McGraw–Hill Book Company. 1957: 1–126. ISBN 0-07-035337-9 （英语）.
42. ↑  Rothenberg (1960，第447頁): Rothenberg, Jerome.  [非凸性、加總、帕累托最優]. The Journal of Political Economy. October 1960, 68 (5): 435–468. JSTOR 1830308. doi:10.1086/258363 （英语）.
（Rothenberg, Jerome.  [評非凸性]. Journal of Political Economy. October 1961, 69 (5): 490–492. JSTOR 1828540. doi:10.1086/258543 （英语）.）
43. ↑  Arrow & Hahn (1980，第182頁)
44. ↑  Shapley & Shubik (1966，第806頁): Shapley, L. S.; Shubik, M.  [非凸偏好貨幣經濟中的準核]. Econometrica. October 1966, 34 (4): 805–827  [2021-08-30]. JSTOR 1910101. Zbl 0154.45303. doi:10.2307/1910101. （原始内容存档于2017-09-24） （英语）.
45. 1 2  Aumann (1966，第1–2頁): Aumann, Robert J.  [市場有連續統多個交易人，則存在競爭均衡]. Econometrica. January 1966, 34 (1): 1–17. JSTOR 1909854. MR 0191623. doi:10.2307/1909854 （英语）. Aumann (1966)用到 Aumann （1964, 1965）的結果：
Aumann, Robert J.  [連續統多個交易人的市場]. Econometrica. January–April 1964, 32 (1–2): 39–50. JSTOR 1913732. MR 0172689. doi:10.2307/1913732 （英语）.
Aumann, Robert J.  [集合值函數的積分]. Journal of Mathematical Analysis and Applications. August 1965, 12 (1): 1–12. MR 0185073. doi:10.1016/0022-247X(65)90049-1  （英语）.
46. ↑  據Diewert (1982，第552頁)所言，Wold (1943b，第243頁)及Wold & Juréen (1953，第146頁)已於較早前討論過取非凸偏好的凸包。
47. 1 2  Starr & Stinchcombe (1999，第217–218頁): Starr, R. M.; Stinchcombe, M. B. . Chichilnisky, Graciela  (编).  [市場、資訊、不確定性：致敬肯尼斯·阿罗的經濟理論論文]. Cambridge, UK: Cambridge University Press. 1999: 217–234. ISBN 978-0-521-08288-4. doi:10.2277/0521553555 （英语）.
48. ↑  Arrow & Hahn (1980，第169–182頁)、Starr (1969，第27–33頁)
49. ↑  Green & Heller (1981，第44頁)
50. ↑  Guesnerie (1989，第99頁)
51. ↑  Mas-Colell (1987)
52. ↑  Varian (1992，第393–394頁): Varian, Hal R.  [21.2節：凸性與大小].  [微觀經濟分析] 3rd. W. W. Norton & Company. 1992. ISBN 978-0-393-95735-8. MR 1036734 （英语）.
Mas-Colell, Whinston & Green (1995，第627–630頁): Mas-Colell, Andreu; Whinston, Michael D.; Green, Jerry R.  [第17.1節：大經濟體與非凸性].  [微觀經濟理論]. Oxford University Press. 1995. ISBN 978-0-19-507340-9 （英语）.
53. ↑  Arrow & Hahn (1980，第169–182頁)
Mas-Colell (1985，第52–55, 145–146, 152–153, and 274–275頁): Mas-Colell, Andreu.  [第1.L節：集合的平均].  [一般經濟均衡理論：可微分的進路]. Econometric Society monographs 9. Cambridge University Press. 1985. ISBN 0-521-26514-2. MR 1113262 （英语）.
Hildenbrand (1974，第37, 115–116, 122, and 168頁): Hildenbrand, Werner.  [大經濟體的核和均衡]. Princeton studies in mathematical economics 5. Princeton, N.J.: Princeton University Press. 1974: viii+251. ISBN 978-0-691-04189-6. MR 0389160 （英语）.
54. ↑  Starr (1997，第169頁)，及
Ellickson (1994，第xviii, 306–310, 312, 328–329, 347, and 352頁): Ellickson, Bryan.  [競爭均衡：理論及應用]. Cambridge University Press. 1994. ISBN 978-0-521-31988-1. doi:10.2277/0521319889 （英语）.
55. ↑  Laffont, Jean-Jacques.  [第3章：非凸性].  [公共經濟學基礎]. MIT Press. 1988: 63–65  [2021-08-30]. ISBN 0-262-12127-1. （原始内容存档于2021-08-30） （英语）.
56. ↑  Salanié (2000，第112–113 and 107–115頁): Salanié, Bernard.  [第7章：非凸性].  [市場失靈的微觀經濟學] 1998年法文版Microéconomie: Les défaillances du marché (Economica, Paris)的英文翻譯. Cambridge, Mass.: MIT Press. 2000: 107–125. ISBN 0-262-19443-0 （英语）.
57. ↑  Ichiishi (1983，第24–25頁): Ichiishi, Tatsuro.  [經濟分析的賽局理論]. Economic theory, econometrics, and mathematical economics. New York: Academic Press, Inc. [Harcourt Brace Jovanovich, Publishers]. 1983: x+164. ISBN 0-12-370180-5. MR 0700688 （英语）.
58. ↑  Cassels (1981，第127 and 33–34頁): Cassels, J. W. S.  [附錄A：凸集].  [數學家的經濟學]. London Mathematical Society lecture note series 62. Cambridge, UK: Cambridge University Press. 1981: xi+145. ISBN 0-521-28614-X. MR 0657578 （英语）.
59. 1 2  Aubin (2007，第458–476頁): Aubin, Jean-Pierre.  [第14.2節：非凸積分準則和限制下的對偶性（尤其第14.2.3小節：沙普利-福克曼定理，pp. 463–465].  [賽局與經濟理論的數學方法] 連新序言，重印1982年North-Holland修訂英文版. Mineola, N.Y.: Dover Publications, Inc. 2007: xxxii+616. ISBN 978-0-486-46265-3. MR 2449499 （英语）.
60. ↑  Carter (2001，第93–94, 143, 318–319, 375–377, and 416頁)
61. ↑  Trockel (1984，第30頁): Trockel, Walter.  [市場需求：分析非凸偏好的大經濟體]. Lecture Notes in Economics and Mathematical Systems 223. Berlin: Springer-Verlag. 1984: viii+205. ISBN 3-540-12881-6. MR 0737006 （英语）.
62. 1 2  Bertsekas (1999，第496頁): Bertsekas, Dimitri P.  [第5.1.6小節：可分問題及其幾何].  [非線性規劃] Second. Cambridge, Mass.: Athena Scientific. 1999: 494–498. ISBN 1-886529-00-0 （英语）.
63. ↑  Rockafellar (1997，第23頁)
64. ↑  某集合內的序列的極限，必在該集合的閉包中，即最小而包含原集合的閉集。兩個閉集的閔氏和不必閉，故若以{\displaystyle \mathrm {Cl} }表示閉包，則雖然有包含關係
{\displaystyle \mathrm {Cl} (P)+\mathrm {Cl} (Q)\subseteq \mathrm {Cl} (P+Q),}
但可能為嚴格包含（左右不必相等）。據Rockafellar (1997，第49及75頁)，即使兩個被加項各已是閉凸集，仍可能是嚴格包含。若要使閔氏和變成閉，則要取其閉包，即要添加所有收斂序列的極限。
65. ↑  Lemaréchal (1973，第38頁): Lemaréchal, Claude.  [在非凸問題使用對偶] (报告). Domaine de Voluceau, Rocquencourt, Le Chesnay, France: IRIA（現INRIA）, Laboratoire de recherche en informatique et automatique: 41. April 1973 （法语）. |issue=被忽略 (帮助) 
勒馬雷沙爾的實驗，日後有下列論文討論：
Aardal (1995，第2–3頁): Aardal, Karen.  [Optima訪問克勞德·勒馬雷沙爾] (PDF). Optima: Mathematical Programming Society Newsletter. March 1995, 45: 2–4  [2 February 2011]. （原始内容存档 (PDF)于2021-09-09） （英语）.
Hiriart-Urruty & Lemaréchal (1993，第143–145, 151, 153, and 156頁): Hiriart-Urruty, Jean-Baptiste; Lemaréchal, Claude.  [第十二章：實踐用的抽象對偶性].  [凸分析和最小化算法，第二卷：進階理論及束法]. Grundlehren der Mathematischen Wissenschaften [數理科學的基本原理] 306. Berlin: Springer-Verlag. 1993: 136–193 （及pp. 334–335所列的文獻附註）. ISBN 3-540-56852-2. MR 1295240 （英语）.
66. 1 2  Ekeland, Ivar.  [非凸規劃中的先驗估計]. Comptes Rendus Hebdomadaires des Séances de l'Académie des Sciences [（法國）科學院週刊]. Séries A et B. 1974, 279: 149–151. ISSN 0151-0509. MR 0395844 （法语）.
67. ↑  Aubin & Ekeland (1976，第226, 233, 235, 238, and 241頁): Aubin, J. P.; Ekeland, I.  [估計非凸優化的對偶間隙]. Mathematics of Operations Research. 1976, 1 (3): 225–245. JSTOR 3689565. MR 0449695. doi:10.1287/moor.1.3.225 （英语）.
Aubin & Ekeland (1976)及Ekeland (1999，第362–364頁)也考慮非凸最小值問題的閉凸包，即對原問題的蓋圖取閉凸包所得的新問題。Di Guglielmo推廣到研究非凸多目標優化問題的擬凸閉包，即對目標函數的下水平集取凸閉包所得的問題：Di Guglielmo (1977，第287–288頁): Di Guglielmo, F.  [多目標優化的非凸對偶]. Mathematics of Operations Research. 1977, 2 (3): 285–291. JSTOR 3689518. MR 0484418. doi:10.1287/moor.2.3.285 （英语）.
68. ↑  Schneider & Weil (2008，第45頁): Schneider, Rolf; Weil, Wolfgang.  [隨機與積分幾何]. Probability and its applications. Springer. 2008. ISBN 978-3-540-78858-4. MR 2455326. doi:10.1007/978-3-540-78859-1 （英语）.
69. ↑  Cassels (1975，第433–434頁): Cassels, J. W. S.  [集合的非凸度與沙普利-福克曼-斯塔定理]. Mathematical Proceedings of the Cambridge Philosophical Society. 1975, 78 (3): 433–436. MR 0385711. doi:10.1017/S0305004100051884 （英语）.
70. ↑  Molchanov (2005，第195–198, 218, 232, 237–238 and 407頁): Molchanov, Ilya.  [第3章：閔可夫斯基加法].  [論隨機集]. Probability and its applications. London: Springer-Verlag London Ltd. 2005: 194–240. ISBN 978-1-84996-949-9. MR 2132405. doi:10.1007/1-84628-150-4 （英语）.
71. 1 2  Puri & Ralescu (1985，第154–155頁): Puri, Madan L.; Ralescu, Dan A.  [巴拿赫空間隨機緊集的極限定理]. Mathematical Proceedings of the Cambridge Philosophical Society. 1985, 97 (1): 151–158. Bibcode:1985MPCPS..97..151P. MR 0764504. doi:10.1017/S0305004100062691 （英语）.
72. ↑  Weil (1982，第203, and 205–206頁): Weil, Wolfgang.  [取值於巴拿赫空間隨機變量的中央極限定理，應用於隨機集理論]. Zeitschrift für Wahrscheinlichkeitstheorie und Verwandte Gebiete [概率論與相關領域期刊]. 1982, 60 (2): 203–208. MR 0663901. doi:10.1007/BF00531823 （英语）.
73. ↑  Cerf (1999，第243–244頁): Cerf, Raphaël.  [獨立同分佈隨機緊集之和的大離差]. Proceedings of the American Mathematical Society. 1999, 127 (8): 2431–2436. MR 1487361. doi:10.1090/S0002-9939-99-04788-7  （英语）. 瑟夫（Cerf）用到 Puri & Ralescu (1985，第154–155頁)應用沙普利-福克曼引理的結果。
74. ↑  Ruzsa (1997，第345頁): Ruzsa, Imre Z.  [布倫-閔可夫斯基不等式與非凸集]. Geometriae Dedicata. 1997, 67 (3): 337–348. MR 1475877. doi:10.1023/A:1004958110076 （英语）.
75. ↑  Tardella (1990，第478–479頁): Tardella, Fabio.  [李亞普諾夫凸性定理的新證]. SIAM Journal on Control and Optimization. 1990, 28 (2): 478–481. MR 1040471. doi:10.1137/0328026 （英语）.
76. ↑  Vind (1964，第168 and 175頁): Vind, Karl.  [多交易者交易經濟體中的埃奇沃思分配]. International Economic Review. May 1964, 5 (2): 165–77. JSTOR 2525560. doi:10.2307/2525560 （英语）. 1983年諾貝爾獎得主傑拉德·德布魯有注意維恩（Vind）的論文。Debreu (1991，第4頁)寫道：

凸集的概念（即該集合包含連接其任意兩點的線段），已經多次成為1964年以前經濟理論的核心。引入積分理論研究經濟競爭後，得以新眼光看待此事：若經濟體的每個參與者，對應商品空間的某個任意集合，而又對一族不重要的參與者取平均，則所得的集合必然為凸。[德布魯附註：「此為A. A. 李亞普諾夫的定理的直接推論，參見Vind (1964)。」] 但⋯⋯諸價格函數⋯⋯可以因平均而產生的凸性解釋。商品空間中，對一族不重要參與者加總可以得到凸性，是經濟理論⋯⋯從積分理論得來的觀察。 [刪節後譯文]

Debreu, Gérard.  [經濟理論的數學化]. The American Economic Review. March 1991, 81 (Presidential address delivered at the 103rd meeting of the American Economic Association, 29 December 1990, Washington, DC): 1–7. JSTOR 2006785 （英语）.
77. ↑  Artstein (1980，第172–183頁) Artstein (1980)在致敬2008年諾貝爾經濟學獎得主羅伯特·奧曼的論文集重新出版：Artstein, Zvi.  [第22篇：離散與連續砰砰及面空間，又或：找極值點]. Hart, Sergiu; Neyman, Abraham  (编).  [賽局與經濟理論：致敬羅伯特·J. 奧曼的文選]. Ann Arbor, Mich.: University of Michigan Press. 1995: 449–462. ISBN 0-472-10673-2. （原始内容存档于24 May 2011） （英语）.
78. ↑  Mas-Colell (1978，第210頁): Mas-Colell, Andreu.  [記核等價定理：有多少個聯盟在阻礙？]. Journal of Mathematical Economics. 1978, 5 (3): 207–215. MR 0514468. doi:10.1016/0304-4068(78)90010-1 （英语）.

## 外部鏈結
- Anderson, Robert M.  [非凸偏好與近似均衡] (PDF).  [經濟學201B: 經濟理論（課堂講義）]. Robert M. Anderson's homepage (Berkeley, Calif.). 14 March 2005: 1–5  [1 January 2011]. （原始内容存档 (PDF)于2012-03-10）.
- Starr, Ross M.  [第8章：RN中的凸集、分離定理、非凸集（第8.2.3小節：量度非凸性、沙普利-福克曼定理）] (PDF).  [一般均衡理論：導論]. September 2009: 3–6  [2021-08-31]. ISBN 9781139174749. MR 1462618. doi:10.1017/CBO9781139174749. （第二版的書稿，來自斯塔在加州大學聖地亞哥分校經濟學系的課程）. （原始内容存档 (PDF)于2010-07-01） （英语）.
- Starr, Ross M.  [沙普利-福克曼定理]. Durlauf, Steven N.; Blume, Lawrence E  (编).  [新帕爾格雷夫經濟學詞典] Second. Palgrave Macmillan. 2008: 317–318 (1st ed.)  [2021-08-31]. ISBN 978-0-333-78676-5. doi:10.1057/9780230226203.1518. （原始内容存档于2017-03-16） （英语）.